# Bolszyje Gorki (obwód leningradzki)
Bolszyje Gorki (ros. Большие Горки) – wieś dieriewnia w Rosji, w obwodzie leningradzkim, w rejonie łomonosowskim. W 2010 liczyła 116 mieszkańców.